# Atypena ellioti
Atypena ellioti är en spindelart som beskrevs av Rudy Jocqué 1983. Atypena ellioti ingår i släktet Atypena och familjen täckvävarspindlar.
Artens utbredningsområde är Sri Lanka. Inga underarter finns listade.